# Odo-Akaba
Odo-Akaba ist ein Ort im westafrikanischen Staat Benin. Es liegt im Département Collines (Benin) und gehört verwaltungstechnisch zum Arrondissement Toui, welches wiederum der Gerichtsbarkeit der Kommune Ouèssè untersteht.
Innerhalb des Arrondissements wie auch des Départements liegt die Siedlung im äußersten Norden und grenzt an das Département Borgou sowie die Kommune Tchaourou, deren namensgebende Stadt über die Fernstraße RNIE2 zu erreichen ist. In südlicher Richtung liegen an der RNIE2 erst die ebenfalls zu Toui gehörenden Dörfer Malété und Ogoutèdo, bevor im weiteren Verlauf Toui auf der Strecke liegt.